# 愛宕 (多摩市)
愛宕（あたご）は、東京都多摩市にある地名。現行行政地名は愛宕一丁目から愛宕四丁目。郵便番号は206-0041。

## 地理
- 多摩ニュータウンの中にある、閑静な田舎町。多くの集合住宅が立ち並ぶ。森林や公園も多い。
- 交通手段は、京王バスのみ。

## 歴史
この地域にある、上和田愛宕神社は、多摩市愛宕にある神社であり、上和田愛宕神社の創建年代は不詳ながら、伊野十左衛門が建立したと言われている。多摩ニュータウン開発により昭和45年山頂より麓寄りの当地へ遷座した。この神社は、防火の神を祀る愛宕信仰に由来したものである。多摩ニュータウン開発によって多くの住宅が建てられた。

## 世帯数と人口
2018年（平成30年）1月1日現在の世帯数と人口は以下の通りである。
| 丁目       | 世帯数    | 人口    |
| ---------- | --------- | ------- |
| 愛宕一丁目 | 374世帯   | 661人   |
| 愛宕二丁目 | 480世帯   | 925人   |
| 愛宕三丁目 | 481世帯   | 807人   |
| 愛宕四丁目 | 1,333世帯 | 2,666人 |
| 計         | 2,668世帯 | 5,059人 |

## 小・中学校の学区
市立小・中学校に通う場合、学区は以下の通りとなる。
| 丁目       | 番地                       | 小学校                 | 中学校               |
| ---------- | -------------------------- | ---------------------- | -------------------- |
| 愛宕一丁目 | 全域                       | 多摩市立愛和小学校     | 多摩市立東愛宕中学校 |
| 愛宕二丁目 | 全域                       | 多摩市立愛和小学校     | 多摩市立東愛宕中学校 |
| 愛宕三丁目 | 1番地                      | 多摩市立多摩第三小学校 | 多摩市立東愛宕中学校 |
| 愛宕三丁目 | その他                     | 多摩市立愛和小学校     | 多摩市立東愛宕中学校 |
| 愛宕四丁目 | 1〜2番地 14番地 24～62番地 | 多摩市立愛和小学校     | 多摩市立東愛宕中学校 |
| 愛宕四丁目 | その他                     | 多摩市立多摩第三小学校 | 多摩市立東愛宕中学校 |

## 建物
- 愛宕児童館
- 多摩市立愛宕コミュニティセンター
- 多摩和田郵便局
- 多摩市立東愛宕中学校
- 多摩市立愛和小学校

## その他
スタジオジブリ映画『耳をすませば』の主人公、月島雫が住む集合住宅のモデル地である（より厳密的にいうと愛宕2丁目）。

### 警察
警察の管轄区域は以下の通りである。
| 丁目   | 番・番地等 | 警察署         | 交番・駐在所         |
| ------ | ---------- | -------------- | -------------------- |
| 一丁目 | 全域       | 多摩中央警察署 | 愛宕交番             |
| 二丁目 | 全域       | 多摩中央警察署 | 愛宕交番             |
| 三丁目 | 全域       | 多摩中央警察署 | 愛宕交番             |
| 四丁目 | 全域       | 多摩中央警察署 | 多摩センター駅前交番 |